# ۳الیتی تکنیکا
۳الیتی تکنیکا (انگلیسی: 3ality Technica) شرکت سرگرمی آمریکایی است، که در سال ۲۰۰۰ تأسیس شد.